# 阿爾梅斯布倫貝格山

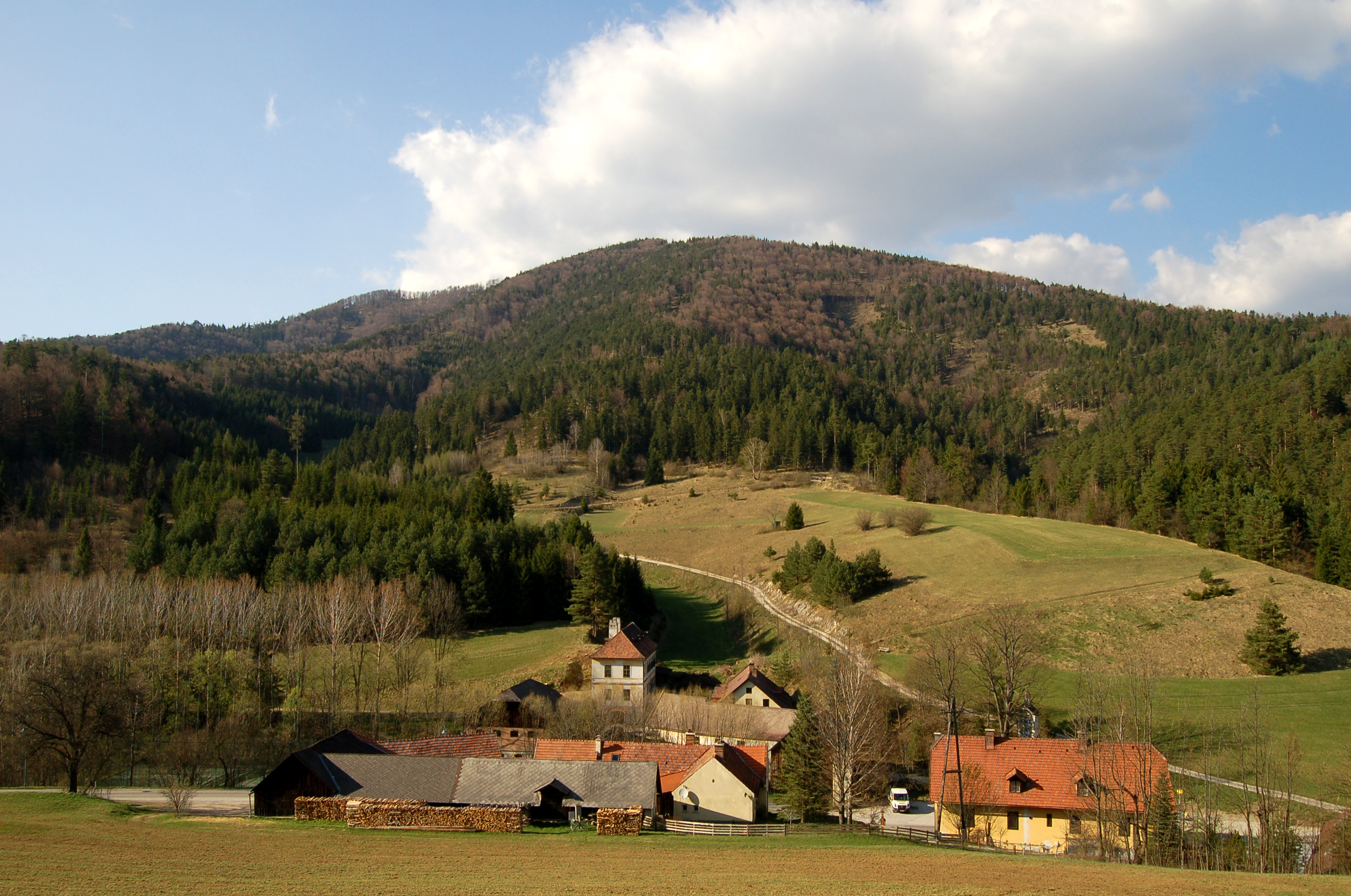

47°56′07″N 15°55′14″E / 47.93528°N 15.92056°E
阿爾梅斯布倫貝格山（德語：Almesbrunnberg），是奧地利的山峰，位於該國東北部，由下奧地利州負責管轄，屬於古滕施泰因阿爾卑斯山脈的一部分，海拔高度1,079米，每年平均降雨量1,409毫米。